# モミジカラマツ
モミジカラマツ（紅葉落葉松草、紅葉唐松 Trautvetteria caroliniensis var. japonica）はキンポウゲ科モミジカラマツ属の宿根性多年草。高山植物。北海道から中部地方以北の高山帯の湿り気のある場所に生える。
高さは40-60cm。花期は7-8月。根本から高く伸び上がる花茎を出し、その先に散房花序の直径1cmほどの白色の花を多数つける。花弁はなく、目立つ白いものは雄しべである。
花の形が近縁種のカラマツソウによく似ているが、葉の形がモミジ様になることから区別ができる。名前は、花がカラマツの葉の付き方に似ていること、葉がモミジの葉に似ていることから付けられた。

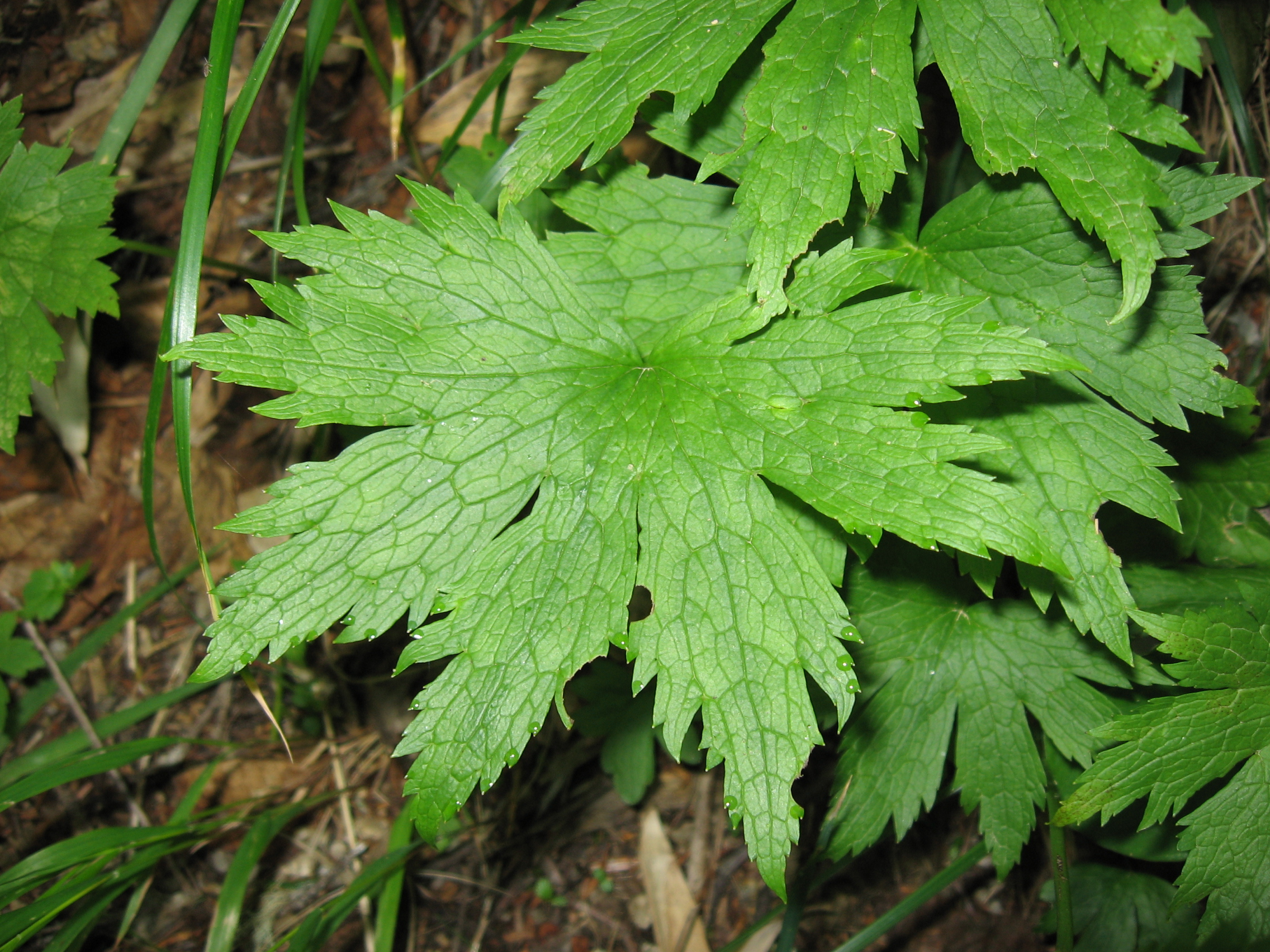
モミジカラマツの葉（燕岳・2007年8月）
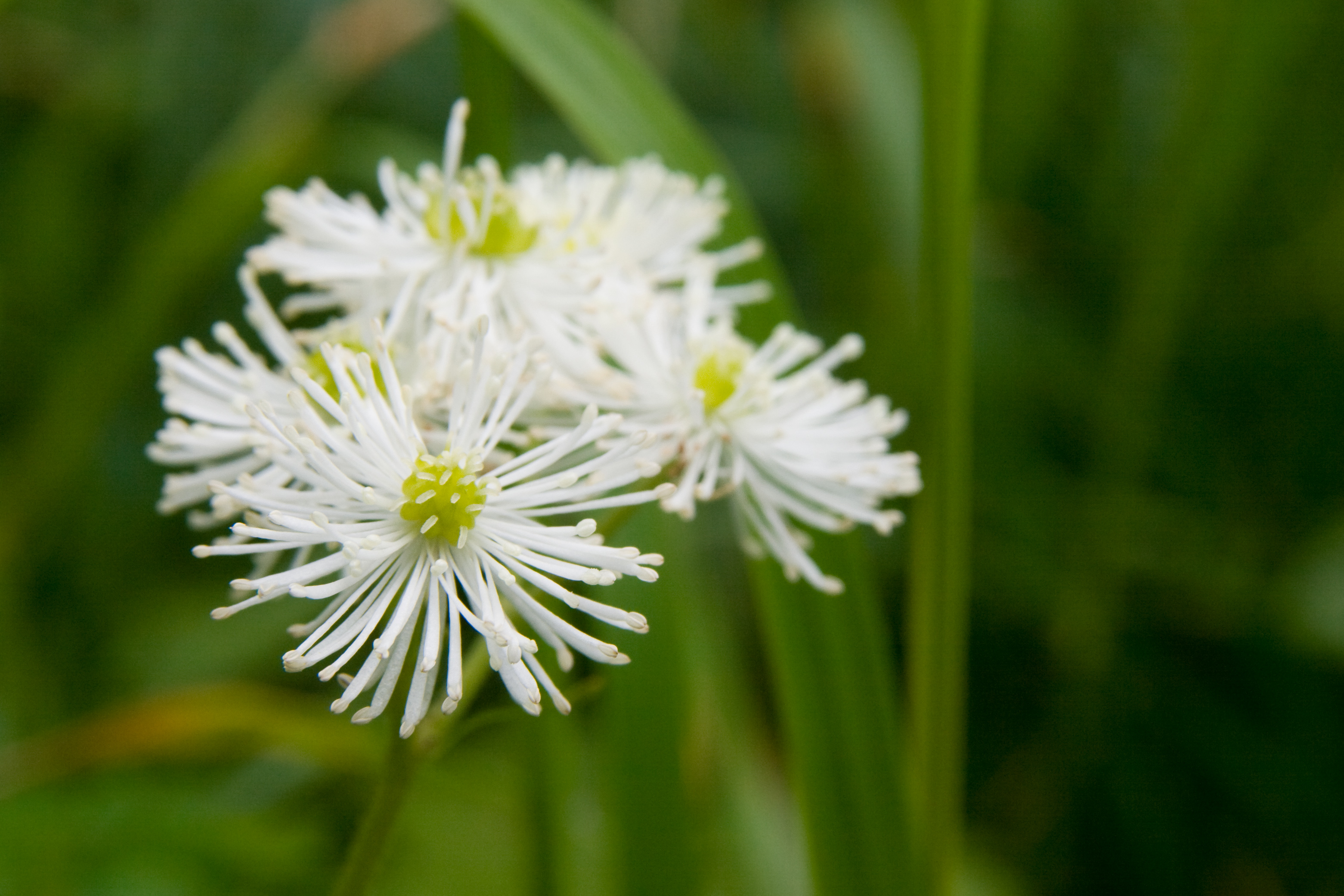
モミジカラマツの花（空木平・2009年8月）